# Översvämningarna i Europa 2009

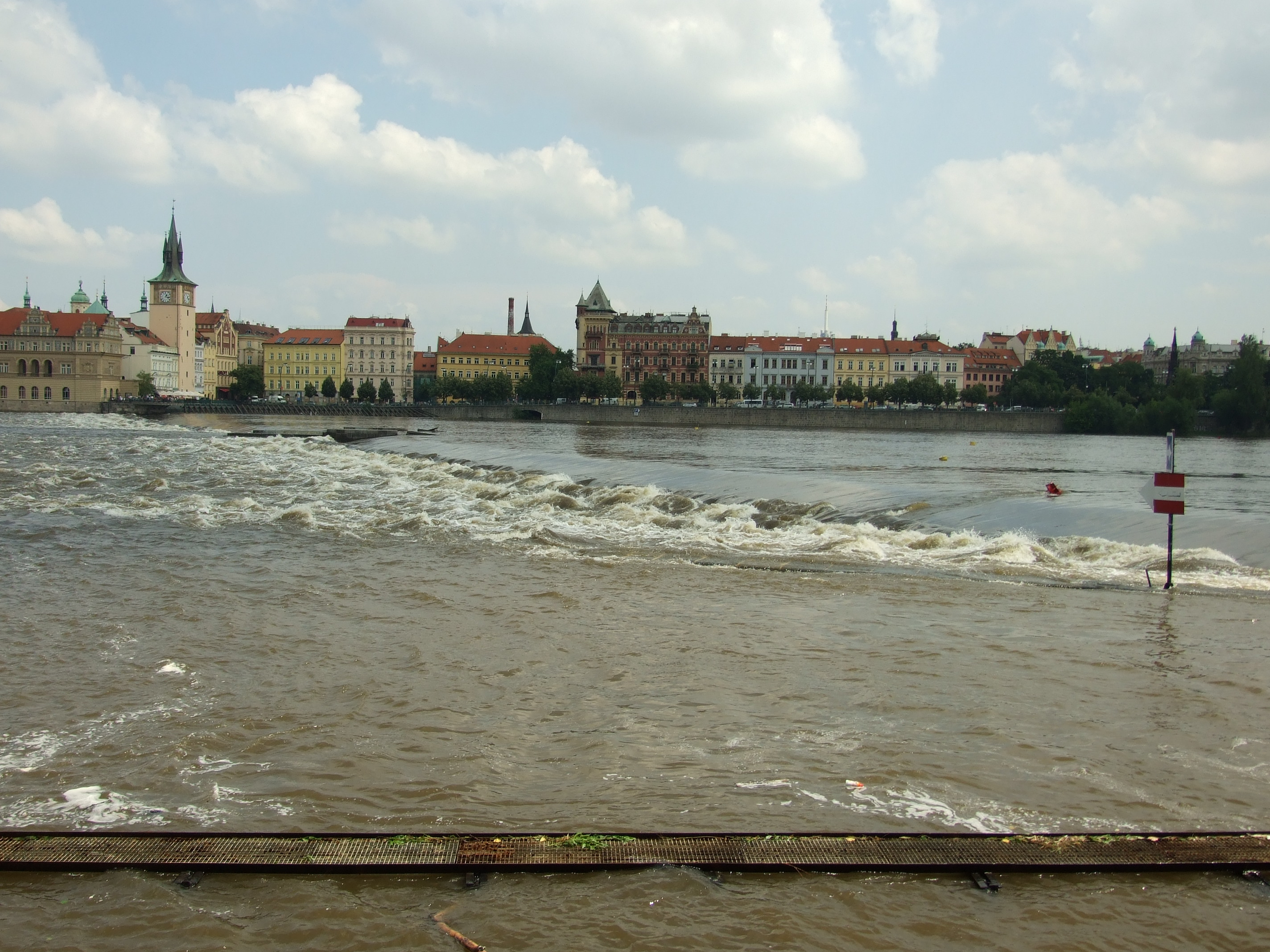
Vltavafloden i Prag under översvämningarna.

Översvämningarna i Europa 2009 var en serie naturkatastrofer som i juni månad 2009 drabbade Centraleuropa. Österrike, Tjeckien, Tyskland, Ungern, Polen, Rumänien, Serbien, Slovakien och Turkiet drabbades alla. Det kraftiga regnet ledde till översvämning av floderna Oder, Wisla, Elbe och Donau. Minst 12 personer omkom i Tjeckien och en omkom i Polen.
Översvämningarna var den värsta katastrofen i Tjeckien sedan 2002 Österrike drabbades av sitt värsta regnväder på cirka 50 år.

### Fotnoter
1. ↑  ”Ten dead in Czech floods, central Europe on alert”. Reuters.com. 25 juni 2009. Arkiverad från originalet den 29 juni 2009. https://web.archive.org/web/20090629170650/http://www.reuters.com/article/worldNews/idUSTRE55O4O820090625. Läst 27 september 2014.
2. 1 2  ”At least 10 die in Czech floods”. Irish Times. 25 juni 2009. http://www.irishtimes.com/newspaper/breaking/2009/0625/breaking18.htm. Läst 27 september 2014.
3. ↑  ”Floods continue to threaten European cities”. Raidió Teilifís Éireann. 15 augusti 2002. http://www.rte.ie/news/2002/0815/floods.html. Läst 27 september 2014.